# Yeniömerli, Asarcık
Yeniömerli là một xã thuộc huyện Asarcık, tỉnh Samsun, Thổ Nhĩ Kỳ. Dân số thời điểm năm 2010 là 1.079 người.